# Перея (Салоники)
Пере́я (греч. Περαία) — город в северной Греции, пригород Салоник. Административный центр общины Термаикос в периферийной единице Салоники в периферии Центральная Македония. Перея расположена на высоте 60 м над уровнем моря, на юго-восточном побережье залива Термаикос, в 15 км к югу от центра Салоник и в 4 км западнее Международного аэропорта «Македония». Население 18 326 человек по переписи 2011 года.

## История
Как и в случае двух других городов в общине Термаикос, Айя-Триас и Неи-Эпивате, поселение Перея было основано в 1923 году беженцами из Малой Азии и Восточной Фракии, прибывшими сюда в результате Малоазийской катастрофы и греко-турецкого обмена населением. Беженцы из Фракии предложили название Неа-Калиполис (Νέα Καλλίπολις — «Новый Калиполь»). Название Неа-Калиполис восходит к греческому наименованию города Гелиболу — Калиполь (греч. Καλὴ πόλις — «Прекрасный град»).
Сегодня Перея вместе с другими поселениями общины Термаикос является одним из наиболее динамично развивающихся пригородов Салоник. Всё большее количество людей выбирают это место для переезда, хотя инфраструктура города не поспевает за потребностями увеличивающегося населения. В последние годы были созданы несколько площадей и пешеходная береговая линия.

## Сообщество
Сообщество Перея (Κοινότητα Περαίας) создано в 1926 году (ΦΕΚ 217Α). В сообщество входит деревня Ливадакион (Λιβαδάκιον). Население 18 546 человек по переписи 2011 года. Площадь 9 квадратных километров.
| Населённый пункт | Население (2011), человек |
| ---------------- | ------------------------- |
| Ливадакион       | 220                       |
| Перея            | 18 326                    |

## Население
| Год  | Население, человек |
| ---- | ------------------ |
| 1991 | 2876               |
| 2001 | 13 314             |
| 2011 | ↗ 18 326           |